# Coppa di Germania Est di pallamano maschile
La Coppa di Germania Est di pallamano maschile era la seconda manifestazione per importanza dopo il campionato tedesco orientale e veniva organizzata anch'essa dalla Federazione di pallamano della Germania Est.

La prima edizione si disputò nel 1969; dall'origine a tutto il 1991, anno dell'ultima edizione della coppa, si sono tenute 22 edizioni del torneo.

La squadra che vanta il maggior numero di coppe vinte è l'HC Empor Rostock con 7 trofei; a seguire c'è l'SC Magdeburgo con 5 titoli.

## Statistiche

### Albo d'oro
| Edizione    | Vincitore                | Risultato/i | 2º classificato | Note |
| ----------- | ------------------------ | ----------- | --------------- | ---- |
| 1969 - 1970 | Magdeburgo               |             |                 |      |
| 1970 - 1971 | TSV Chemie Premnitz      |             |                 |      |
| 1971 - 1972 | TSV Chemie Premnitz      |             |                 |      |
| 1972 - 1973 | TSV Chemie Premnitz      |             |                 |      |
| 1973 - 1974 | SG Dynamo Halle-Neustadt |             |                 |      |
| 1974 - 1975 | Vorwärts Berlino         |             |                 |      |
| 1975 - 1976 | Vorwärts Berlino         |             |                 |      |
| 1976 - 1977 | Magdeburgo               |             |                 |      |
| 1977 - 1978 | Magdeburgo               |             |                 |      |
| 1978 - 1979 | Vorwärts Berlino         |             |                 |      |
| 1979 - 1980 | Empor Rostock            |             |                 |      |
| 1980 - 1981 | Empor Rostock            |             |                 |      |
| 1981 - 1982 | Lipsia                   |             |                 |      |
| 1982 - 1983 | Vorwärts Francoforte     |             |                 |      |
| 1983 - 1984 | Magdeburgo               |             |                 |      |
| 1984 - 1985 | Empor Rostock            |             |                 |      |
| 1985 - 1986 | Empor Rostock            |             |                 |      |
| 1986 - 1987 | Empor Rostock            |             |                 |      |
| 1987 - 1988 | Empor Rostock            |             |                 |      |
| 1988 - 1989 | Empor Rostock            |             |                 |      |
| 1989 - 1990 | Magdeburgo               |             |                 |      |
| 1990 - 1991 | SV Preußen Berlino       |             |                 |      |

### Riepilogo vittorie per club
| Numero | Club                                   | Anni                                                          |
| ------ | -------------------------------------- | ------------------------------------------------------------- |
| 7      | Empor Rostock                          | 1979-80, 1980-81, 1984-85, 1985-86, 1986-87, 1987-88, 1988-89 |
| 5      | Magdeburgo                             | 1969-70, 1976-77, 1977-78, 1983-84, 1989-90                   |
| 4      | Vorwärts Berlino- Vorwärts Francoforte | 1974-75, 1975-76, 1978-79, 1982-83                            |
| 3      | TSV Chemie Premnitz                    | 1970-71, 1971-72, 1972-73                                     |
| 1      | SV Preußen Berlino                     | 1990-91                                                       |
| 1      | Lipsia                                 | 1981-82                                                       |
| 1      | SG Dynamo Halle-Neustadt               | 1973-74                                                       |